# カヤンガン・ティガ

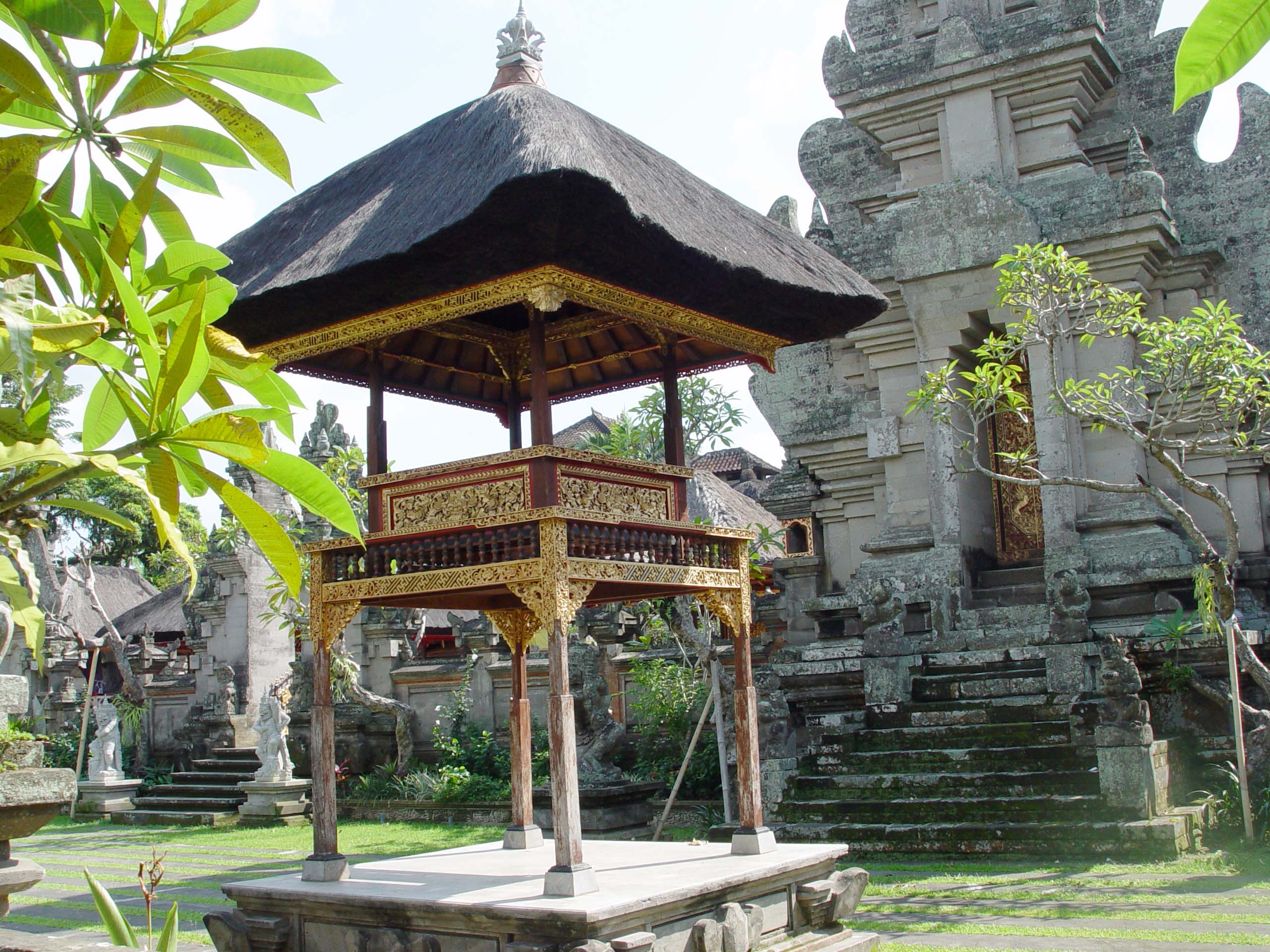
プラ・デサ（ウブド）

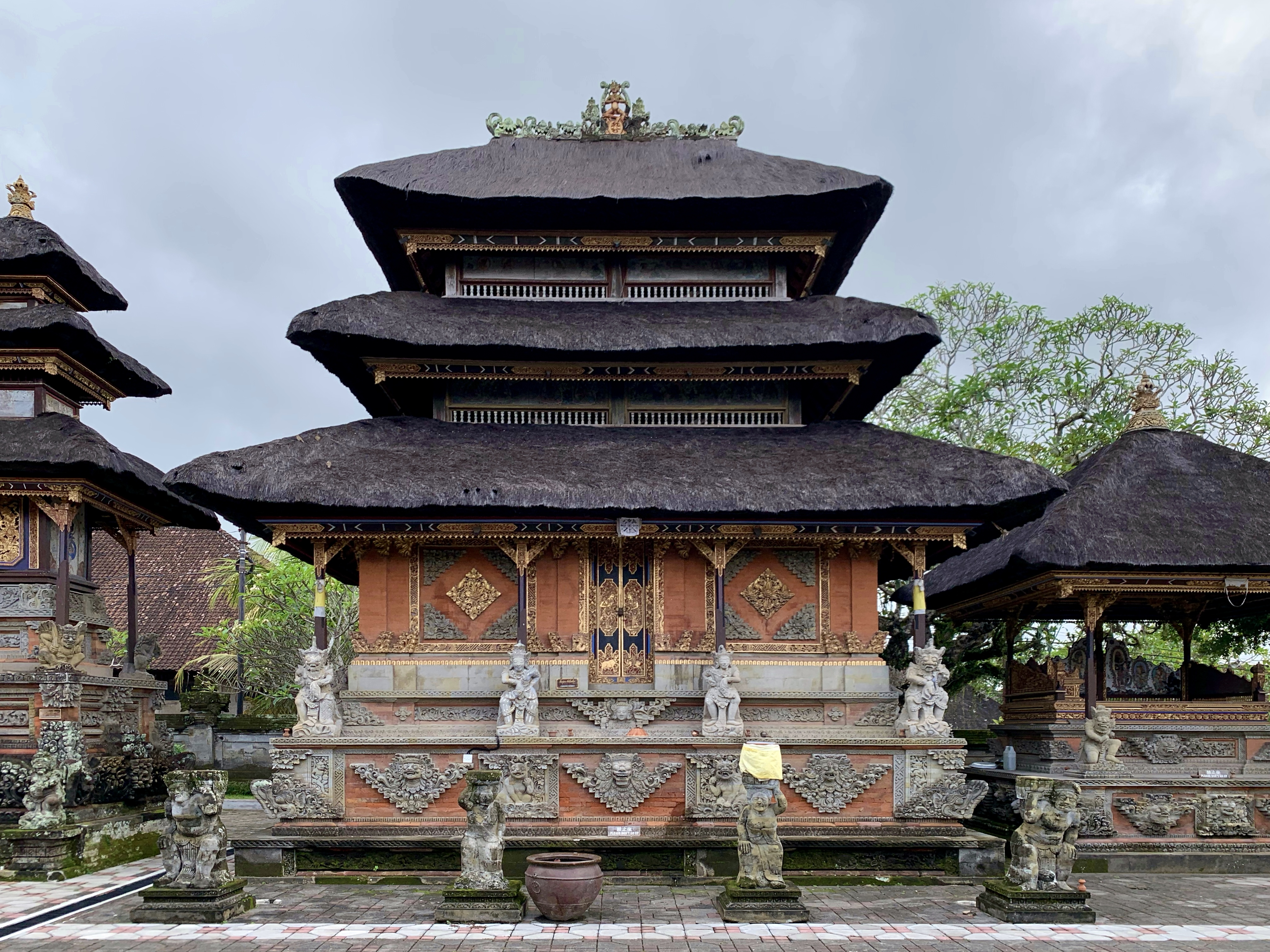
プラ・プセー（バトゥアン）

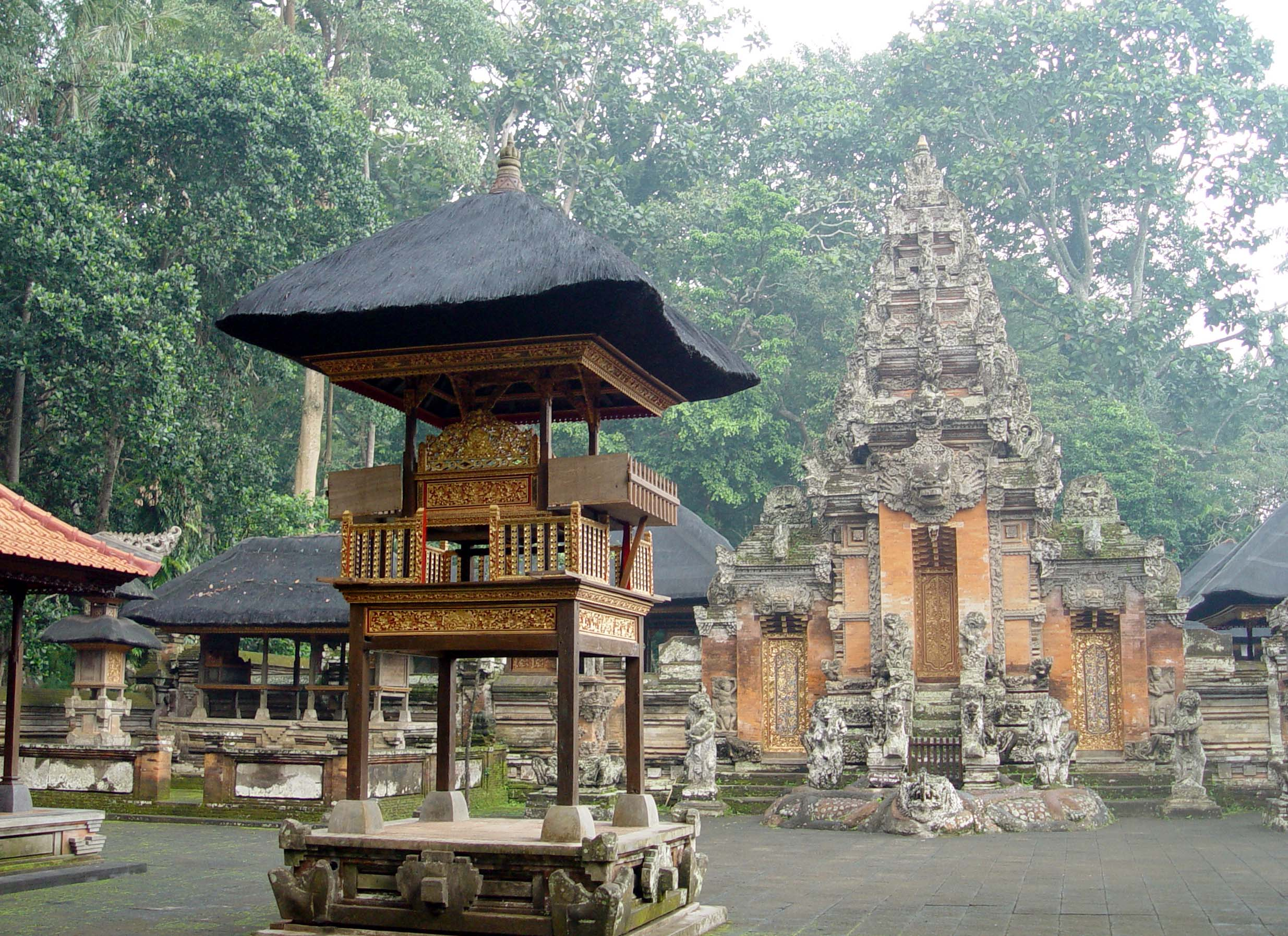
プラ・ダルム（ウブド）

カヤンガン・ティガ（バリ語：Kahyangan Tiga）とは、バリ島の村（デサ）ごとにみられる三寺院の総称である。

## デサと寺院の構成
バリ島ではバリ・ヒンドゥーの信仰体系に根ざした地域社会が形成されており、なかでもその慣習村（デサ・アダット）を支えているのがカヤンガン・ティガであり、以下の三寺院からなる。
- プラ・プセ（Pura Puseh）

デサを創始した祖先をまつる寺院。
- プラ・デサ（Pura Desa）

デサの集会所を兼ねる寺院。
- プラ・ダルム（Pura Dalem）

墓地を併設し、まだ浄化されていない死霊をまつる寺院。
バリ人の方位観にしたがって、プラ・プセー、プラ・デサはデサの山側（カジャ）の聖なる場所に、プラ・ダルムはデサの海側（クロッド）の穢れた場所に建てられている。この寺院の配置によって、デサ・アダットは三界の構造をもつ小宇宙として表象されているのである。そして、これらの寺院それぞれに対しては、創立記念祭（オダラン）がデサ・アダットの成員によって行なわれ、デサの領域の清浄が保たれる。

## 歴史と変容
11世紀にバリ島の王朝が東ジャワのクディリ王国とのつながりを強めるようになりジャワ・ヒンドゥーの影響を強く受けた頃に各地で建立が行なわれるようになり、この頃にジャワから渡った僧侶クトゥランが広めたものとされている。
しかしながら、今日のバリの人びとは、これらの寺院をヒンドゥー教の三神、すなわち、ウィスヌ、ブラフマ、シワに結びつけて考える傾向にある。これはインドネシア共和国独立後のパリサダ・ダルマ・ヒンドゥー・バリによるヒンドゥー国教化運動の結果、人びとに浸透するようになった知識であると考えられている。1960～61年にかけてパリサダは、すべてのカヤンガン・ティガに唯一神を祀る社（パドマサナ）を建てるよう指導し、パドマサナを唯一神の具体的な象徴と規定し、パンチャシラ（建国五原則）の「唯一神信仰」との整合性を図ったのである。